# Ptyssiglottis lanceolata
Ptyssiglottis lanceolata är en akantusväxtart som beskrevs av Hallier f.. Ptyssiglottis lanceolata ingår i släktet Ptyssiglottis och familjen akantusväxter. Inga underarter finns listade i Catalogue of Life.